# Frantz Reichel
Frantz Reichel (ur. 16 marca 1871 w Paryżu, zm. 24 marca 1932 tamże) – francuski sportowiec, dwukrotny olimpijczyk, zdobywca złotego medalu w turnieju rugby union na Letnich Igrzyskach Olimpijskich 1900 w Paryżu, mistrz Francji w rugby union i lekkoatletyce. Dziennikarz, działacz sportowy, sekretarz generalny Francuskiego Komitetu Olimpijskiego, komitetu organizacyjnego LIO 1924, założyciel związków i organizacji sportowych.

## Kariera sportowa

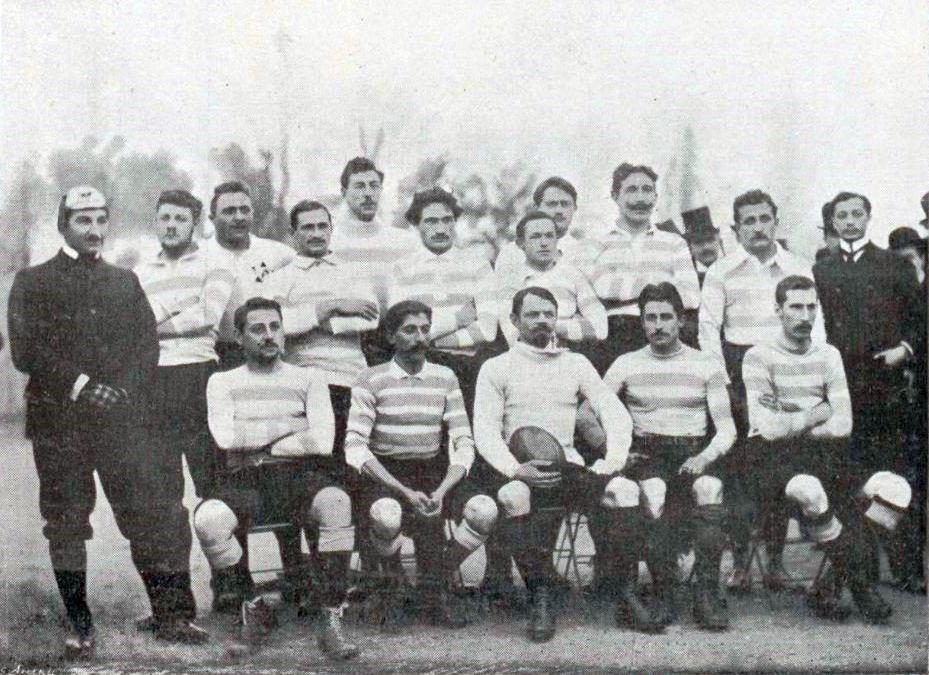
Reichel (z piłką) jako kapitan Racingu w 1899 roku

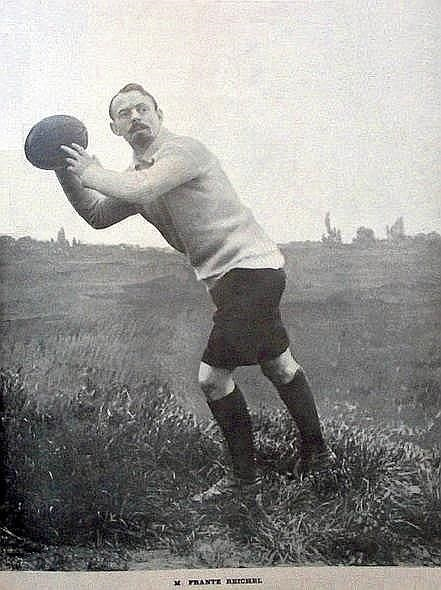

### Rugby union
W trakcie kariery sportowej związany był z klubami Neuilly i Cosmopolitan Club. Największe sukcesy odniósł jednak z Racing Club de France, z którym zdobył tytuł mistrza Francji w latach 1892 i 1900 oraz wystąpił w finale w roku 1893. W 1893 roku był kapitanem pierwszego francuskiego zespołu, który zagrał na Wyspach Brytyjskich. W 1904 roku przeszedł do SCUF, gdzie pełnił rolę kapitana zespołu w latach 1905–1907, zaś w 1908 roku zakończył sportową karierę. Pojawiał się następnie w meczach towarzyskich zespołu, a jeszcze w latach dwudziestych grał w drużynie „weteranów” SCUF.
Ze złożoną z paryskich zawodników reprezentacją Francji zagrał w turnieju rugby union na Letnich Igrzyskach Olimpijskich 1900. Wystąpił w obu meczach tych zawodów, w których Francuzi pokonali 14 października Niemców 27:17, a dwa tygodnie później Brytyjczyków 27:8. Wygrywając oba pojedynki Francuzi zwyciężyli w turnieju zdobywając tym samym złote medale igrzysk.
Jeden z trzech honorowych reprezentantów kraju (pozostali to Henri Amand i Louis Dedet).
Rozgrywane od 1931 roku mistrzostwa kraju juniorów U-21 noszą na jego cześć nazwę Coupe Frantz Reichel.

### Lekkoatletyka
Jako lekkoatleta w 1890 roku został mistrzem Francji szkół w biegu na 110 metrów przez płotki oraz seniorskim w biegach przełajowych, rok lata później zdobywając mistrzostwo kraju w obu tych konkurencjach. W 1893 roku zdobył natomiast tytuł w chodzie na 1 kilometr i uplasował się na drugim miejscu w biegu na 400 metrów, w 1894 roku to osiągnięcie powtarzając w biegu przez płotki. Był również rekordzistą Francji w chodzie na 1 kilometr oraz biegu godzinnym.
Pełniąc dziennikarskie obowiązki uczestniczył również w Letnich Igrzyskach Olimpijskich 1896 biorąc udział w biegach na 400 m i 110 m przez płotki. W pierwszym z nich odpadł w biegu eliminacyjnym, w drugim zaś awansował do finału, lecz nie wystąpił w nim, by sekundować występującemu w maratonie Albinowi Lermusiaux.

### Inne
Uprawiał szermierkę, gimnastykę i zapasy, zajmując się również jazdą konną i wyścigami samochodowymi.
Jako bokser walczył m.in. z Frankiem Erne, następnie był również arbitrem, sędziował m.in. pojedynek Joe Jeanette–Georges Carpentier.

## Działacz sportowy

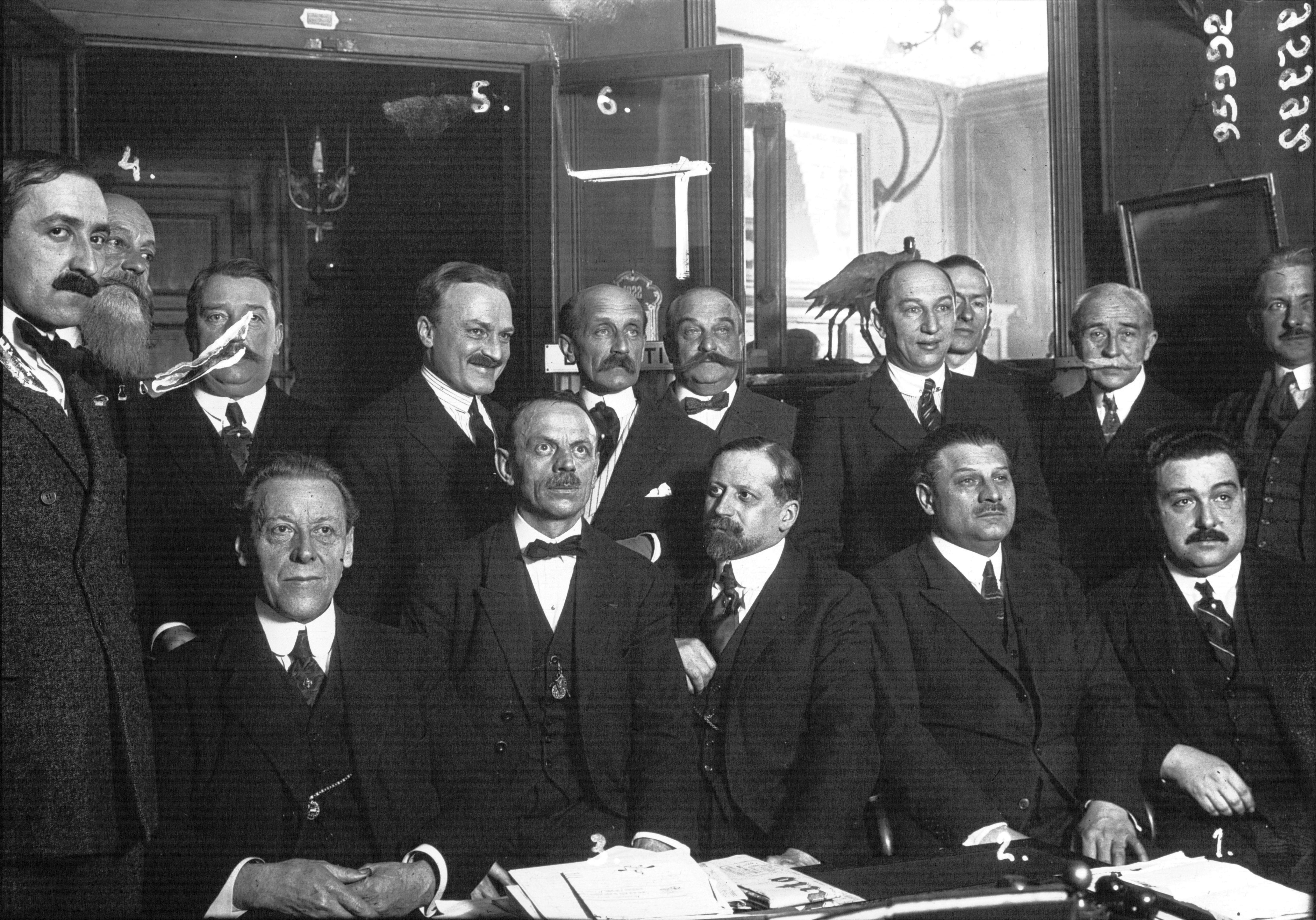
Reichel wśród członków Comité olympique français (siedzi, drugi z lewej)

Już będąc w szkole założył stowarzyszenie sportowe, następnie zajął się sportem ogólnokrajowym i międzynarodowym. Był jednym z inicjatorów powstania Fédération Française de Football Association i jego wiceprezydentem. Założył Fédération française de boxe w 1903 roku, której był następnie sekretarzem generalnym.
Zajmował także pozycję prezesa francuskiej i Międzynarodowej Federacji Hokeja na Trawie. W 1923 roku założył Międzynarodową Federację Bobsleja i Toboganu, zaś rok później zorganizował we własnym domu spotkanie założycielskie Fédération Française de Baseball et de Softball, którego został wybrany prezesem.
Był sekretarzem Union des sociétés françaises de sports athlétiques, a następnie powstałego z jego inicjatywy Comité national des sports, tę samą pozycję również sprawował w Comité olympique français. Z racji pełnionego stanowiska był zatem sekretarzem generalnym i komisarzem sportowy Letnich Igrzyskach Olimpijskich 1924.
W 1915 roku był prezesem Sporting club universitaire de France, którego sekcji rugby przewodził w latach 1904–1919.
W latach 1913–1914 zasiadał we władzach IAAF, a w 1928 roku otrzymał Veteran Pin tej organizacji.

## Dziennikarz i autor
Współpracował z Sports Athlétiques, l’Avenir, L'Auto, Le Vélo, Le Monde sportif, L'Auto-Vélo, Le Sport illustré, założył i kierował sekcją sportową Le Figaro, był również autorem innych publikacji. Dla Le Vélo przygotowywał relacje z Letnich Igrzysk Olimpijskich 1896, dla l’Avenir i L'Auto zaś z LIO 1924.
Wraz z ojcem współpracowali z Pierre'em de Coubertin, a Frantz organizował obsługę prasową podczas kongresu na Sorbonie, który reaktywował igrzyska olimpijskie.
Dostrzegał wpływ i potęgę prasy, która z czasem miała rosnąć, dlatego też w 1921 roku założył Syndicat de la presse sportive et touristique, a trzy lata później Association International de la Presse Sportive przewodząc obydwóm.

## Varia
- Uczęszczał do Lycée Lakanal, a następnie studiował prawo[5].
- Pomimo zwolnienia ze służby wojskowej podczas I wojny światowej, zgłosił się na ochotnika w 1916 roku. Dosłużył się rangi porucznika i otrzymał Krzyż Wojenny oraz został kawalerem Legii Honorowej. W 1925 roku został oficerem tego orderu[4].
- Prócz relacjonowania dla Le Figaro wizyty braci Wright w 1908 roku, 3 października odbył lot z Wilburem jako jeden z pierwszych Francuzów[45][5][46], będąc jednocześnie pierwszym europejskim dziennikarzem[8].